# Roomful of Blues
Roomful of Blues egy amerikai blues és swing revival (retro swing) big band.

## Pályakép
A Roomful of Blues egy amerikai blues és swing zenekar. Az együttes 1967-ben alakult Providence-ben (Rhode Island, USA). Karrierjük 50 éven át működőképes volt. Mindenütt a világon felléptek és rengeteg albumot rögzítettek.
A zenekarvezető 1979-ig Duke Robillard volt. A zenekar a swing, rock and roll, jump blues, boogie-woogie és soul zenét játszik. Ötször jelölték őket Grammy-díjra és hétszer díjazták a Blues Music Awards-on.

## Stúdióalbumok
- 1978: Roomful of Blues
- 1979: Let’s Have a Ball
- 1980: Hot Little Mama
- 1982: Eddie „Cleanhead“ Vinson & A Roomful of Blues
- 1983: Blues Train
- 1984: Dressed Up to Get Messed Up
- 1986: Glazed
- 1994: Dance All Night
- 1995: Turn It On! Turn It Up!
- 1995: Rhythm & Bones
- 1997: Under One Roof
- 1997: Roomful of Christmas
- 1998: There Goes the Neighborhood
- 2001: Watch You When You Go
- 2003: That’s Right!
- 2005: Standing Room Only
- 2008: Raisin’ a Ruckus
- 2011: Hook, Line & Sinker